# Control (chanson de Janet Jackson)
Pour les articles homonymes, voir Control.
Singles de Janet Jackson
When I Think of You
(1986) Let's Wait Awhile
(1987)
Pistes de Control
Nasty
(2)
Control est le 4e single extrait de l'album du même nom, Control, de la chanteuse américaine Janet Jackson. Il est sorti le 17 octobre 1986. Cette chanson a été écrite par Janet Jackson, Terry Lewis et James Harry III.
La chanson s'est classée n°1 au Hot R&B/Hip-Hop Songs et n°5 au Billboard Hot 100. En 1988, elle remporte un Soul Train Music Award for Best R&B/Soul or Rap Music Video, battant pour l'anecdote son frère Michael Jackson avec The Way You Make Me Feel.

## Accueil

### Critique
Eric Henderson de Slant Magazine dit que la chanson ouvre l'album avec « son rythme spasmodique » mais qu'elle « ressemble plutôt à un rappel de fin de spectacle ».

## Clip
Le clip, d'une durée de 9 minutes, a été réalisé par Mary Lambert (cette dernière ayant aussi réalisé le clip de Nasty). Le clip commence par Janet qui est en désaccord avec ses parents parce qu'elle veut sortir et prendre son indépendance, mais son père est contre. Elle quitte alors la maison et est saluée dans son allée par ses musiciens qui l'emmènent à une salle de concert où elle interprète la chanson.